# Ancistrochelifer agniae
Ancistrochelifer agniae är en spindeldjursart som beskrevs av Beier 1951. Ancistrochelifer agniae ingår i släktet Ancistrochelifer och familjen tvåögonklokrypare. Inga underarter finns listade i Catalogue of Life.